# Leiocarpa
Leiocarpa is een geslacht uit de composietenfamilie (Asteraceae). De soorten komen voor in Australië.

## Soorten
- Leiocarpa brevicompta (F.Muell.) Paul G.Wilson
- Leiocarpa gatesii (H.B.Will.) Paul G.Wilson
- Leiocarpa leptolepis (DC.) Paul G.Wilson
- Leiocarpa panaetioides (DC.) Paul G.Wilson
- Leiocarpa pluriseta (Haegi) Paul G.Wilson
- Leiocarpa semicalva (F.Muell.) Paul G.Wilson
- Leiocarpa serpens (J.Everett) Paul G.Wilson
- Leiocarpa supina (F.Muell.) Paul G.Wilson
- Leiocarpa tomentosa (Sond. & F.Muell.) Paul G.Wilson
- Leiocarpa websteri (S.Moore) Paul G.Wilson